# 菅原亜郎
菅原 亜郎（すがわら あろう）は、日本の演劇プロデューサー。
京都造形芸術大学在学中、四季株式会社（劇団四季演出部）へ入社。
ライオンキング（東京）舞台監督補、オペラ座の怪人（全国ツアー）舞台監督補、特殊効果担当。
後に独立。外国オペラ作品、ミュージカル、アーティストのアリーナコンサート等の全国ツアー等に製作・技術スタッフとして請負、参加。
テレビ番組制作会社、公共劇場の制作スタッフなどに勤務。
舞台役者、商業劇団の技術・製作の舞台屋として活躍。また、劇場制作スタッフとして日本の演劇・舞台を様々な立場から見つめてきた経験から、演劇プロデューサーとなる。

## 経歴
東京都千代田区出身。
祖父は植芝盛平の高弟子で、国士舘大学合気道部初代師範、東北大学合気道部師範、宮城県合気道連盟総師範などを歴任した菅原月州。父は都立高校の教員で、後に地方町議会議員を4期半務めた。
17歳で行政企画した劇団に入団し、初舞台を踏む。
2005年、英国へ留学。
2007年、貿易業を主とした個人事業「Animarhythm（アニマリズム）」として事業開始。翌年には年商2億5千万を超え、法人成りを果たし「Genesis株式会社（Genesis Co.,Ltd.）」を設立。代表取締役社長兼CEOに就任した。
2017年、Garland設立。インターネットコンテンツサービスの企画、開発との傍ら、日本の総合芸術演劇文化の継承と、新しい融合、創造を目指した、
劇団PinkNoise旗揚げ。演劇プロデューサーとして名乗る。
劇団の演出家、指導者（アドバイザー）等には既にベテランで活躍している羽生まゆみ、Erico、元劇団四季出身の俳優等を招き入れ、自らはプロデューサーとして関わっていくスタイルをとる。

## 新しい演劇文化創造の試み
日本の演劇の弱点として、作られていく段階で主に演出家が先頭となっており、それを広めていく、または魅せるための「演劇プロデューサー」という役職が非常に少ない（公共劇場などの職員が主にその役割を担っていた）問題を提起。
今までの日本演劇文化が各国に比べ優れている技術、独自に発達した技術を継承しながらも、新しいインターネット文化を活用し、ビジネス要素を取り入れてもっと多くの人に広める事を目標としている。（本人出演番組「プレゼン面接はじめます」より引用）
「人は、金銭的、身体的な問題があったとしても、心は誰でも豊かになれる権利を持っており、それの手段の一つとして演劇はとても良い（社会包摂）」と述べている。

## 主な参加作品

### 演劇・ミュージカル・オペラ
- ライオンキング（東京 浜松町）、オペラ座の怪人（ツアー版）など劇団四季公演作品
- カルメン（ハンガリー国立歌劇場） Japan Tour
- オテロ（ミラノ・スカラ座） Japan Tour
- モンテ・クリスト伯（メジャーリーグ） 日本ツアー
- 嵐（ジャニーズ） アリーナコンサートツアー
- 花の紅天狗（劇団☆新感線） 東京、大阪、福岡ツアー
- 大福の孤独（えずこシアター） 舞台監督
- 空の果てから（劇団一発屋） 舞台監督
- プリンセス・ショック（羽生一家玉組）

- 現在、劇団PinkNoiseとして劇団旗揚げ公演企画中。

### 映像
- フジテレビ系列「めざましテレビ」 番組制作
- 映画「花のおもいで」（LittleFilm/LIFE） 監督/脚本[9]（出演:佐久間未帆）

### その他
合計300以上の演劇作品、アート関連イベント等の企画、演出、製作に参加。